# Медаль за Абиссинскую войну
Медаль за Абиссинскую войну — британская медаль, которая вручалась за службу в период с 4 октября 1867 года по 19 апреля 1868 года тем, кто участвовал в Англо-эфиопской войне 1868 года в Абиссинии. Эта карательная акция, возглавляемая генерал-лейтенантом сэром Робертом Нейпиром, была осуществлена вооруженными силами Британской империи против Эфиопской империи. Император Эфиопии Теодрос II заключил в тюрьму нескольких миссионеров и двух представителей британского правительства. Карательная экспедиция, начатая британцами в ответ, потребовала переброски значительных военных сил на сотни миль по гористой местности в условиях бездорожья.
Было вручено около 14 000 медалей, 12 000 — британской и индийской армиям и 1 981 — Королевскому военно-морскому флоту Великобритании. Помимо членов Морской бригады, сопровождавшей экспедицию, были награждены экипажи кораблей, дежуривших у берегов Эфиопии во время войны.

## Описание
Медаль серебряная 32 мм диаметром. Её дизайн был разработан Джозефом и Альфредом Вайонами и отчеканен на Королевском монетном дворе Великобритании. Медаль уникальна тем, что на реверсе выбито имя награждённого и его подразделение. Эта конструктивная характеристика вызвала необходимость в наличии съёмного центра у штампов для реверса для того, чтобы можно было отчеканить имя и подразделение каждого награждённого, при этом каждая медаль чеканилась индивидуально. Однако у большинства медалей, вручённых индийским войскам, было отчеканенное название.
На аверсе представлено повёрнутое влево изображение королевы Виктории в диадеме. По краю стилизованная кайма с углублениями, между углублениями — буквы «ABYSSINIA» (АБИССИНИЯ). Поясное изображение королевы аналогично поясному изображению на Медали за Новую Зеландию, выпущенной в том же году.
На реверсе в центре оставлено пустое место для имени награждённого и названия его подразделения, окружённое лавровым венком.
Медаль держится на кольцевой подвеске, прикреплённой к короне, увенчивающей медаль. Медаль прикреплена к малиновой ленте 38 мм шириной, с белой каймой.